# Ah Pah

Mapa rozsahu plánovaného projektu.

Ah Pah Dam byla plánovaná přehrada na řece Klamath v Kalifornii ve Spojených státech, navržená americkým úřadem pro kultivaci (U.S. Bureau of Reclamation) v roce 1951 jako součást jeho studie United Western Investigation. Hráz měla být vysoká 248 m a měla ležet asi 19 km proti proudu, od ústí řeky. Pro představu, měla být vysoká jako slavný mrakodrap pyramida v San Franciscu, ale samozřejmě by byla mnohem masivnější. Nádrž by zaplavila asi 64 km proudu řeky Trinity, včetně indiánských rezervací Yurok, Karuk a Hupa, dolní tok řeky Salmon a 110 km samotné řeky Klamath, čímž by byl vytvořen rezervoár o ploše 19 km2 který by byl největší nádrží v Kalifornii. Voda z přehrady by tekla samospádem do řeky Sacramento tunelem dlouhým 97 km, který měl být umístěn v nejjižnější části hráze. Název díla pochází z jazyka kmene Juroků. 